# Ирландецът
„Ирландецът“ (на английски: The Irishman) е американски биографичен криминален филм от 2019 година на режисьора Мартин Скорсезе по сценарий на Стивън Зейлиън, базиран на книгата на Чарлз Бранд „Ирландецът“ (с оригинално заглавие „Чух, че боядисвате къщи“).
Сюжетът проследява живота на Франк Шийран, профсъюзен деец и близък сътрудник на Джими Хофа, свързван с американската мафия. Главните роли се изпълняват от Робърт де Ниро, Джо Пеши и Ал Пачино.

## Заснемане
Снимките започват на 29 август 2017 г. в Манхатан и приключват на 5 март 2018 г.